# 争上游
争上游（ジョンシャンヨウ）は、中国で遊ばれている、上がりの速さを競うタイプのカードゲームである。日本の大富豪によく似ている。跑得快（パオダクワイ）とも呼ばれる。

## 概要
- ジョーカーの2種類を区別する。ジョーカーの次に強いのは2であり、3が一番弱い。
- 2枚以上の組み合わせでは、2とジョーカーをワイルドカードとして使える。
- 競技者は前の人が出したカードと同じ組み合わせで、より大きなカードを出すか、パスする。
- 最初に手札をすべてなくすると上がりとなる。最後のひとりが残るまでゲームを続ける。
- 2回目以降のゲームでは、下位の2名がいちばんよいカードを上位2名の任意のカードと交換する。

## 名称
このゲームには、地方によって多くの名称と多くの変種がある。中国国内のオンラインのゲームサイトでは「跑得快」（パオダクワイ、文字通りには「走るのが速い」という意味）と呼ばれていることがもっとも多い。
ベトナムの「ティエン・レン」（Tiến Lên、「前進する」という意味）もほぼ同様のゲームである。

## ルール
争上游のルールは地方により一定しない。ここで記すルールは Parlett (2008) p457ff. の記述によった。

### 人数
4人から6人。各人が個々に戦う場合と、2つのチームに分かれて戦う場合がある。

### 使用する道具
ジョーカーを含む54枚のカード1組。色つきのジョーカーと白黒のジョーカーは区別され、色つきのジョーカーのほうが強い。

### プレイの進行
初回はディーラーを何らかの方法によって決める。すべてのカードを左回りに各競技者に配る。Parlett(2008)によると、中国ではディーラーが配るのではなく、中央に裏向けて置いたカードを各人が1枚ずつ取っていくというが、最近はかならずしもそうでもないようである。
プレイは反時計回りに進行する。ディーラーが最初にカードを出す。カードは1枚でも、組み合わせの種類に記された組み合わせのどれかであっても構わない。ほかの競技者は同一枚数・同一の組み合わせで、前の人が出したカードよりも大きなカードを出すか、パスする。ある人が出したカードに対して、残りすべての競技者がパスした場合、次はその人が任意のカード（またはカードの組み合わせ）を出すことができる。
自分の手札をすべて出しつくすと、上がりとなる。プレイは最後のひとりが残るまで続けられる。

### 組み合わせの種類
出せるカードの種類には以下のものがある。
1. 1枚だけ出す。強さは、色付きジョーカー > 白黒ジョーカー > 2 > A > K > Q > J > 10 > 9 > 8 > 7 > 6 > 5 > 4 > 3 の順。
2. 同じランクのカード2枚・3枚または4枚。2とジョーカーをワイルドカードとして使える。ワイルドカードを使っていない組み合わせは、同じランクでワイルドカードを使っている組み合わせよりも強い。
3. 3枚以上のシーケンス。スートの違いは無視する。ジョーカーはワイルドカードとして使える。2はワイルドカードとしても通常の2としても使えない。したがってAが一番強いカードになる。ジョーカーを使った組み合わせより、同じランクでジョーカーを使っていない組み合わせの方が強い。「同花順」（ストレートフラッシュ。同じスートのシーケンス）は、異なるスートからなるすべてのシーケンスより強い。なお、3枚のうち2枚がジョーカーの組み合わせをリードする場合は、3枚の同じランクのカードのつもりなのか、シーケンスのつもりなのかを宣言する必要がある。さもないと「7-Joker-Joker」が「7-8-9」のつもりなのか「7-7-7」のつもりなのか曖昧になってしまう。
4. 6枚以上で、同じランクのカード2枚・3枚または4枚のシーケンス（例: 3-3-4-4-5-5）。ジョーカーと2はワイルドカードとして使えるが、ひとつのランクを2だけで構成してはならない。たとえば「3-3-2-4-5-5」は正しいが、「3-3-2-2-5-5」は正しくない。

### 点数計算
最初に上がった人は2点、2番目に上がった人は1点を得る。それ以外の人は0点だが、3番目に上がった人は次回のプレイのディーラーになる（最初にカードを出す）。
チームに分かれて戦う場合は、チームを構成する各人の点数の和がそのチームの点数となる。

### 2回目以降のプレイ
カードが配られたあと、プレイを開始する前に、手札の交換が行われる。最下位と下から2番目の競技者は、手札の中でもっとも高いランクのカードを1枚表に向けて出す。1位の人はその中から好きな1枚を取って手札に加え、2位の人は残り1枚を取る。次に1位・2位の競技者は、手札の中の任意の1枚を表に向けて出す。下から2番目の人はその中から1枚を取って手札に加え、最下位の人は残りの1枚を取る。以上の行為を「貢牌」または「進貢」と呼ぶ。

### ゲームの終了
あらかじめ決めておいた点数（10点など）にだれかが達したら、そこでゲームは終了する。

## 変種

### 2の扱い
2はワイルドカードとして扱わないことが多い。

### 枚数
ジョーカーは使わないこともある。さらに一部の高位カード（2やA）を抜くこともある。逆に2組のカードを使用することもある。

### 点数計算
「最初の人が上がったときにプレイを終了し、各人の残った枚数を点数とする」、という変種がある。この場合、点数は少ないほどよい。

### 爆弾
同一ランクの4枚のカードを「炸弾」（爆弾）と呼び、いつでも出せる変種。炸弾は、よりランクの高い炸弾以外のすべてに勝つ。

### 組み合わせ
シーケンスの枚数は5枚以上とすることが多い。また、シーケンスに2が使えるさまざまな変種がある。
- A-2-3- がもっとも弱く、-K-A-2 がもっとも強い
- A-2-3- がもっとも弱く、-Q-K-A がもっとも強い
- 3-4-5- がもっとも弱く、-K-A-2 がもっとも強い

同じランクのカード2枚のシーケンスは4枚以上とすることが多い。
フルハウス（3枚+2枚）、およびフルハウスのシーケンスをまとめて出せる変種がある。フルハウスのシーケンスでは2枚組のランクはつながっていなくて構わない。
争上游と跑得快を別のゲームとして載せてある書物もある。たとえば膳書堂文化編(2009)では、次のようになっている。
|                      | 争上游     | 跑得快                                  |
| -------------------- | ---------- | --------------------------------------- |
| 枚数                 | 54         | 52 （人数に合わせて一部のカードを抜く） |
| 最初にカードを出す人 | 3♦のある人 | 3♠のある人                              |
| シーケンス           | 3枚以上    | 5枚以上                                 |
| スリーカード         | 3枚のみ    | 任意の2枚を加えて出せる                 |
| 爆弾                 | なし       | あり                                    |
| 点数計算             | 記述なし   | 残った枚数による                        |
| 進貢                 | あり       | なし                                    |

## よく似たゲーム
争上游とほとんど同じルールで、使用するカードの枚数・競技者の数・競技者がチームを組むかどうか・組み合わせの種類などの異なるさまざまなゲームが中国各地で行われている。ここでは主要なゲームの特徴をごく簡単に述べるにとどめる。

### 闘地主
競りの要素を取り入れ、競りに勝った1人の「地主」が残り2人（または3人）の「農民」チームと戦うもの。歴史の新しい（おそらく1990年代以降）ゲームだが、オンライン対戦ゲームとして爆発的に流行した。

### 双扣
4人が2人ずつチームを組んで戦う。カードはジョーカーを含む2組（108枚）を使用する。
シーケンスは5枚以上。同じランクのカード2枚・3枚のシーケンスを作るときに、2を使うことはできない。4枚以上の同じランクのカードは「炸弾」（爆弾）とよび、いつでも出すことができる。炸弾はより強い炸弾以外のすべてに勝つ。炸弾の強さは、ジョーカー4枚がもっとも強く、それ以外は枚数が多いほど強い。同じ枚数ならランクによって強さを決める。
1位を取ったチームのもうひとりが2位になったら「双扣」といって、そのチームが4点を得る。もうひとりが3位なら「単扣」といって、そのチームが1点を得る。もうひとりが4位なら引き分けで、どちらのチームを点数を得られない。

### 三家喜
「火箭」（ロケット）とも呼ぶ。
6人が3人ずつチームを組んで戦う。1位になった人の属するチームに3点、2位になった人の属するチームに2点、ビリにならなかった側のチームに2点が与えられる。ただし1位と2位が同じチームで、チームの残りひとりが4位か5位の場合は、そのチームの得点は（7点ではなく）5点になる。1位から3位までを同じチームで独占した場合、そのチームは10点を得る。
2回目以降は、プレイ開始前に5位と6位の人は自分のもっともよいカード1枚を場に出し、それを1位と2位の人が順に1枚ずつ手札に加える。1位・2位の人は任意のカード1枚を場に出し、それを5位と6位の人が順に1枚ずつ手札に加える。2回目以降は5位の人が最初にカードを出す。50点以上を獲得したチームの勝ちとなる。

### 够級
「勾撃・勾機」などとも書く。山東省のゲーム。
6人が3人ずつ2チームを組んで戦う。カードはジョーカーを含む4組（216枚）を使用し、ひとり36枚ずつ配る。シーケンスは組み合わせとして認めていない。
「A-A・K-K・Q-Q-Q・J-J-J-J・10-10-10-10-10」の5通りの組み合わせを「够級牌」という。够級牌が出たときは、次にカードを出す人は向かい側にいる人になる（2人が順番を飛ばされる）。

### 保皇
够級とよく似た、やはり山東省のゲーム。
5人が皇帝派ふたりと革命党3人の2つのチームに分かれて戦う。カードはジョーカーを含む4組（216枚）を使用し、ジョーカー1枚を除いた215枚を、ひとり43枚ずつ配る。特別なマークのついたジョーカーを持った競技者が皇帝になることを宣言する権利があるが、この権利は他人にゆずることもできる。皇帝派のもうひとりは、やはり特別なマークのついたジョーカーを持つ競技者がなるが、だれが皇帝の仲間であるかは本人以外（皇帝自身も）知ることはできないため、疑心暗鬼の戦いとなる。なお、皇帝がひとりで戦う場合もありうる。最初に除いておいたジョーカーは皇帝のものになる。
シーケンスは組み合わせとして認めていない。また、2はワイルドカードにならない。
1位が4点・2位が2点・3位が0点・4位がマイナス2点・5位がマイナス4点で、チームごとに点数を足す。
進貢の枚数は、前回勝っても負けても皇帝が2枚（1対4なら4枚）、ほかの競技者は1枚。

### 挣分
Parlett (2008) p.208ff では「挣分」と呼んでいるが、中国の書物では「五十K」と呼ばれることが多い。
争上游と異なり、獲得したカードの点数を競う。
最後のひとりが残るまでプレイしたあと、最後に残ったひとりは、自分のすべてのカードを一番に上がった人に渡さなければならない。獲得したカードのうち5を5点、10とKを10点として計算する。この点数の数え方は、升級をはじめとする中国のトリックテイキングゲームに共通である。
同じランクのカード4枚による通常の爆弾のほか、「5-10-K」の組み合わせも爆弾になる。

## 大富豪との関係
争上游は大富豪と非常によく似ているが、両者の関係は明かでない。pagat.com の大富豪の説明では、1970年代に中国から伝わったものらしいと言っている。